# Igor Cassina
Igor Cassina (Seregno, 15 agosto 1977) è un allenatore di ginnastica ed ex ginnasta italiano, campione olimpico nella specialità della sbarra.

## Biografia
Dopo una breve esperienza nel Judo, a cinque anni si avvicina alla ginnastica, allenato da Franco Giorgetti. Disputa la sua prima gara a nove anni a Varese, arrivando quarto su 80 bambini. Il suo idolo era Dmitrij Bilozerčev.
Nel 1991 è campione italiano juniores e nel 1994 è senior alla sbarra, diventando il primo ginnasta junior a vincere un titolo assoluto; nel 1999 partecipa ai Mondiali di Tianjin e nel 2000 alla XXVII Olimpiade a Sydney.
Nel 2001 è quarto alla sbarra ai Mondiali di Gand e l'anno successivo agli Europei di Patrasso conquista un bronzo. L'escalation continua nel 2003, quando è argento ai Mondiali di Anaheim.
Il 23 agosto 2004 vince l'oro nella sbarra ai Giochi olimpici di Atene 2004, primo italiano a riuscirci con questo attrezzo, conquistando la medaglia numero 500 dell'Italia ai Giochi.
Nel 2005 giunge secondo nel concorso generale agli assoluti italiani e coglie il medesimo piazzamento alla sbarra agli Europei di Debrecen; ai Mondiali ottiene invece soltanto il decimo posto.
Nel 2006 agli europei di Volos si classifica quinto alla sbarra; ai Mondiali di Aarhus, durante le qualificazioni nel medesimo attrezzo, è protagonista di una caduta che gli comporta un infortunio al costato. Nel 2007 conquista il bronzo agli Europei svolti ad Amsterdam.
Alle Olimpiadi di Pechino 2008 arriva quarto nella finale alla sbarra, vinta dal cinese Zou Kai, davanti allo statunitense Jonathan Horton e al tedesco Fabian Hambüchen. L'anno successivo, con 15.625 punti, conquista il bronzo nella finale alla sbarra dei Mondiali di Londra, vinti ancora dal cinese Zou Kai davanti all'olandese Epke Zonderland.
Il 29 maggio 2010 Cassina si laurea con il massimo dei voti e la lode in Scienze motorie e dello sport con una tesi dal titolo L'esperienza sportiva come occasione di crescita per la persona, presso l'Università Cattolica del Sacro Cuore di Milano.
Il 24 febbraio 2011 annuncia il suo ritiro previsto per il 14 maggio; il 5 marzo 2011 gareggia per l'ultima volta al campionato italiano di ginnastica artistica, partecipando alla seconda prova tenutasi al Palaflorio di Bari e terminando così la sua carriera.
Domenica 8 giugno 2014 partecipa ai festeggiamenti per i 70 anni del Centro Sportivo Italiano esibendosi con un esercizio al cavallo con maniglie: è la sua prima esibizione pubblica dopo tre anni dal ritiro.
A partire dal 2016 ha iniziato ad allenarsi come podista, senza obiettivi agonistici, per la maratona, che ha effettivamente corso l'anno successivo finendo sotto le quattro ore.
A settembre 2017 pubblica l'autobiografia Igor Cassina il ginnasta venuto dallo spazio, edito da Bradipolibri e curato da Ilaria Leccardi, vincitore del Premio Coni Memo Geremia edizione 2018.
Alle Olimpiadi di Tokyo 2020 e alle Olimpiadi di Parigi 2024 accompagna, come commentatore tecnico, Andrea Fusco nelle telecronache di ginnastica artistica su Rai 2.

## "Movimento Cassina"
Cassina si era già assicurato un posto nella storia della ginnastica ancora prima della vittoria olimpica: è stato il primo atleta al mondo a presentare un Kovacs teso con avvitamento a 360° sull'asse longitudinale, e come riconoscimento la federazione internazionale ha dato il suo nome all'elemento, che dal 2002 è ufficialmente chiamato "movimento Cassina".
Nell'ottobre del 2004 Cassina dichiarò di essere al lavoro sul "Cassina 2", un esercizio ancora più complesso. Nel 2006, ai Mondiali di Aarhus, durante le qualificazioni, fu protagonista di una caduta, che gli causò un infortunio al costato: dopo quest'ultimo avvenimento Cassina decise di cambiare esercizio, mettendo da parte il "Cassina 2".

## Palmarès

### Giochi olimpici
- Oro Atene 2004 (sbarra)

### Mondiali
- Argento Anaheim 2003 (sbarra)
- Bronzo Londra 2009 (sbarra)

### Europei
- Bronzo Patrasso 2002 (sbarra)
- Argento Individuali Debrecen 2005 (sbarra)
- Bronzo Individuali Amsterdam 2007 (sbarra)

### Giochi del Mediterraneo
- Bronzo Tunisi 2001 (sbarra)
- Argento Tunisi 2001 (concorso a squadre)

### Coppa del Mondo
- Bronzo Cottbus 2001 (sbarra)
- Argento Cottbus 2002 (sbarra)
- Argento Parigi 2002 (sbarra)
- Oro Parigi 2005 (sbarra)
- Oro Parigi 2007 (sbarra)

### Gymnasiadi
- Argento Caen 1992 (concorso a squadre)
- Bronzo Nicosia 1995 (cavallo con maniglie)
- Oro Nicosia 1995 (sbarra)
- Oro Nicosia 1995 (concorso a squadre)

### Campionati nazionali
- Oro 1 volta campione italiano assoluto (nel 2000)
- 6 volte campione italiano assoluto - sbarra (nel 1996, nel 2001, nel 2003, nel 2006, nel 2009, nel 2010)

## Pubblicazioni
- Igor Cassina, Igor Cassina. Il ginnasta venuto dallo spazio, a cura di Ilaria Leccardi, Bradipolibri, 2017, ISBN 978-88-99146-44-3.